# Rallus madagascariensis
Rallus madagascariensis é uma espécie de ave da família Rallidae.
É endémica de Madagáscar.
Os seus habitats naturais são: florestas subtropicais ou tropicais húmidas de baixa altitude, regiões subtropicais ou tropicais húmidas de alta altitude e marismas de água doce.
Está ameaçada por perda de habitat.